# Hedriodiscus binotatus
Hedriodiscus binotatus är en tvåvingeart som först beskrevs av Friedrich Hermann Loew 1866.  Hedriodiscus binotatus ingår i släktet Hedriodiscus och familjen vapenflugor. Inga underarter finns listade i Catalogue of Life.